# The Current
The Current è un singolo del Blue Man Group del 2003, tratto dall'album The Complex. Al brano ha collaborato Gavin Rossdale.